# 季马诺夫斯科耶农村居民点
季马诺夫斯科耶农村居民点（俄语：Тимановское сельское поселение）是俄罗斯联邦沃洛格达州巴布什基诺区所属的一个农村居民点。其下辖有15个居民点，行政中心为季马诺瓦戈拉。据2015年统计，该农村居民点的人口为695人。